# Dan Enăchescu
Dan Enăchescu (* 19. November 1930 in Brăila; † 26. November 2008 in Bukarest) war ein rumänischer Mediziner, Diplomat und Politiker.

## Biografie
Enăchescu absolvierte ein Studium der Medizin, das er 1954 abschloss. Im Laufe der nächsten Jahre schloss er eine Ausbildung zum Facharzt 1965 und zum Spezialisten für öffentliche Gesundheit 1968 ab. Darüber hinaus absolvierte er eine Fortbildung in Epidemiologie an der Université Libre de Bruxelles. 1968 wurde er zum Doktor der Medizin promoviert. Anschließend war er Direktor des Gesundheitsamtes von Bukarest.
1969 wurde er während der Herrschaft der Rumänischen Kommunistischen Partei (PCR) zum Gesundheitsminister berufen und behielt dieses Amt bis 1972. Im gleichen Jahr wurde er auf dem 10. Kongress der PCR zum Kandidaten des Zentralkomitees (ZK) der PCR gewählt. Nach seiner Habilitation 1974 war er Professor am Lehrstuhl für Volksgesundheit an der Medizinischen Fakultät der Universität Bukarest. 1975 folgte seine Akkreditierung zum Botschafter in der Schweiz, wo er die Interessen Rumäniens bis 1980 vertrat. Nach seiner Rückkehr war er zwischen 1981 und 1988 Dekan der Medizinischen Fakultät der Universität Bukarest. Nach dem Zusammenbruch des Kommunismus und dem Sturz von Nicolae Ceaușescu wurde er 1990 erneut für einige Zeit zum Gesundheitsminister in die Regierung von Petre Roman berufen.
Zuletzt war Enăchescu von 1997 bis 1999 Erster Präsident des Medizinischen Kollegiums von Bukarest (Colegiului Medicilor din București). Später wurde ihm auch ein Ehrendoktortitel der Medizinischen und Pharmazeutischen Universität „Carol Davila“ verliehen. Darüber hinaus war er Offizier des Ordens „Stern von Rumänien“ (Ordinul Național Steaua României).